# Geospiza acutirostris
El pinzón de Darwin picofino de Genovesa o pinzón terrestre de Genovesa (Geospiza acutirostris) es una especie de ave paseriforme de la familia Thraupidae perteneciente al género Geospiza. Es endémico de las islas Galápagos en Ecuador. Pertenece al grupo denominado pinzones de Darwin. Anteriormente se consideraba una subespecie del pinzón de Darwin picofino Geospiza difficilis.

## Distribución y hábitat
Se encuentra únicamente en la isla Genovesa, en el noreste del archipiélago de Galápagos.
Habita en tierras bajas áridas con matorrales secos, y en áreas con cactus espinosos Opuntia, hasta los 1000 m de altitud.

## Estado de conservación
El pinzón de Darwin picofino de Genovesa ha sido calificado como vulnerable por la Unión Internacional para la Conservación de la Naturaleza (IUCN) debido a su zona de distribución muy restringida y a que su población, estimada entre 250 y 1000 individuos maduros, puede estar suficientemente amenazada por predadores invasivos y enfermedades, lo que podría llevarla a críticamente amenazada en poco tiempo.

## Sistemática

### Descripción original
La especie G. acutirostris fue descrita por primera vez por el ornitólogo estadounidense Robert Ridgway en 1894 bajo el mismo nombre científico; su localidad tipo es: «Tower (Isla Genovesa), Islas Galápagos».

### Etimología
El nombre genérico femenino Geospiza es una combinación de las palabras del griego «geō», que significa ‘suelo’, y «σπιζα spiza» que es el nombre común del pinzón vulgar, vocablo comúnmente utilizado en ornitología cuando se crea un nombre de un ave que es parecida a un pinzón, ; y el nombre de la especie «acutirostris» se compone de las palabras del latín «acutus», que significa ‘puntiagudo’, y «rostris»: ‘de pico’.

### Taxonomía
Un estudio filogenético de los pinzones de Darwin de Lamichhaney et al. (2015) que analizó 120 individuos representando todas las especies y dos parientes próximos reveló discrepancias con la taxonomía actual basada en fenotipos. El estudio descubrió evidencias de amplio flujo genético entre las varias poblaciones de pinzones de Darwin y que la diversidad genética es mayor de lo que se esperaba para pequeñas poblaciones insulares. Una de las conclusiones fue que los taxones tratados como subespecies G. difficilis acutirostris, G. difficilis septentrionalis y G. conirostris propinqua, deberían ser considerados como especies separadas. El Comité de Clasificación de Sudamérica (SACC) en la Propuesta N° 676 aprobó dicha separación. Es monotípica.